# Kleingebiet Lenti
Das Kleingebiet Lenti (ungarisch Lenti kistérség) war bis Ende 2012 eine ungarische Verwaltungseinheit (LAU 1) innerhalb des Komitats Zala in Westtransdanubien. Im Zuge der Verwaltungsreform Anfang 2013 gelangten 48 Ortschaften in den Kreis Lenti (ungarisch Lenti járás), drei Ortschaften wurden dem Kreis Zalaegerszeg (ungarisch Zalaegerszegi járás) zugeordnet.
Ende 2012 lebten auf einer Fläche von 662,95 km² 20.993 Einwohner. Die Bevölkerungsdichte des zweitgrößten Kleingebiets betrug 32 Einwohner/km² und war die niedrigste im Komitat.
Der Verwaltungssitz befand sich in der einzigen Stadt Lenti (7.961 Ew.).

## Ortschaften
| Alsószenterzsébet | Baglad       | Barlahida         | Belsősárd       | Bödeháza           |
| Csertalakos       | Csesztreg    | Csömödér          | Dobri           | Felsőszenterzsébet |
| Gáborjánháza      | Gosztola     | Gutorfölde        | Hernyék         | Iklódbördőce       |
| Kálócfa           | Kányavár     | Kerkabarabás      | Kerkafalva      | Kerkakutas         |
| Kerkateskánd      | Kissziget    | Kozmadombja       | Külsősárd       | Lendvadedes        |
| Lendvajakabfa     | Lenti        | Lovászi           | Magyarföld      | Márokföld          |
| Mikekarácsonyfa   | Nemesnép     | Nova              | Ortaháza        | Páka               |
| Pórszombat        | Pördefölde   | Pusztaapáti       | Ramocsa         | Rédics             |
| Resznek           | Szécsisziget | Szentgyörgyvölgy  | Szentpéterfölde | Szijártóháza       |
| Szilvágy          | Tormafölde   | Tornyiszentmiklós | Zalabaksa       | Zalaszombatfa      |
| Zebecke           |              |                   |                 |                    |